# Loazzolo
Loazzolo – miejscowość i gmina we Włoszech, w regionie Piemont, w prowincji Asti.
Według danych na styczeń 2009 gminę zamieszkiwało 356 osób przy gęstości zaludnienia 23 os./1 km².